# Oto (Wakayama)
Oto (大塔村, Ōtō-mura) was een dorp in het district Nishimuro van de prefectuur Wakayama, Japan.
In 2003 had het dorp 3280 inwoners en een bevolkingsdichtheid van 14,97 inw./km². De oppervlakte van de gemeente bedroeg 219,06 km². De rivieren Hiki en Tonda stromen door Oto.
Op 1 mei 2005 hield de gemeente op te bestaan als zelfstandige entiteit toen ze samen met Ryujin, Nakahechi en Hongu werd aangehecht bij de stad Tanabe.